# Audi A8 (D4)
Audi A8 (D4) — третье поколение Audi A8. Дебютировало 30 ноября 2009 года. Оно базировалось на платформе Volkswagen Group MLB (обозначение кузова 4H).
Премьера автомобиля состоялась 1 декабря 2009 года в Майами на выставке Design Miami. Через три месяца модель появилась на немецком рынке.
Премьера нового поколения в Европе состоялась на Женевском автосалоне в 2010 году. Новый A8 «подрос» на 10 см до 5,15 м. Дизайн Audi A8 практически не изменился, за исключением более выраженной линии выштамповки, именуемой «линией торнадо», проходящей вдоль боковой части кузова. Увидевшая свет в 2010 году базовая модель Audi A8 оснащается 6-цилиндровым двигателем 2,8 л FSI и вариатором CVT (multitronic). Модульная платформа с продольным расположением силового агрегата обеспечивает компактность конструкции, что позволило сместить переднюю ось Audi A8 на 15 см вперёд. Одновременно это позволило улучшить развесовку по осям.
В 2011 году был представлен спортивный автомобиль Audi S8. В сентябре 2013 года автомобиль прошёл рестайлинг.

## Двигатели
| Технические характеристики                    | Технические характеристики                                              | Технические характеристики                                | Технические характеристики                                | Технические характеристики                                | Технические характеристики                                | Технические характеристики                           | Технические характеристики                           | Технические характеристики                           |
|                                               | 2.0 TFSI hybrid                                                         | 3.0 TFSI (L)                                              | 4.2 FSI (L)                                               | 4.0 TFSI (S8)                                             | 6.3 FSI L                                                 | 3.0 TDI                                              | 3.0 TDI (L)                                          | 4.2 TDI (L)                                          |
| --------------------------------------------- | ----------------------------------------------------------------------- | --------------------------------------------------------- | --------------------------------------------------------- | --------------------------------------------------------- | --------------------------------------------------------- | ---------------------------------------------------- | ---------------------------------------------------- | ---------------------------------------------------- |
| Период выпуска:                               | c 2012                                                                  | c 2010                                                    | c 2010                                                    | c 2012                                                    | c 01/2011                                                 | c 08/2011                                            | c 2010                                               | c 2010                                               |
| Тип двигателя:                                | Гибридный двигатель                                                     | Бензиновый двигатель                                      | Бензиновый двигатель                                      | Бензиновый двигатель                                      | Бензиновый двигатель                                      | Дизельный двигатель                                  | Дизельный двигатель                                  | Дизельный двигатель                                  |
| Модель двигателя:                             | Рядный двигатель, с непосредственным впрыском топлива, электродвигатель | V-образный двигатель, с непосредственным впрыском топлива | V-образный двигатель, с непосредственным впрыском топлива | V-образный двигатель, с непосредственным впрыском топлива | W-образный двигатель, с непосредственным впрыском топлива | V-образный двигатель, с системой впрыска Common Rail | V-образный двигатель, с системой впрыска Common Rail | V-образный двигатель, с системой впрыска Common Rail |
| Наддув:                                       | Турбонагнетатель                                                        | Компрессор                                                | —                                                         | Два турбонагнетателя                                      | —                                                         | Турбонагнетатель                                     | Турбонагнетатель                                     | Турбонагнетатель                                     |
| Цилиндр/клапан:                               | 4/16                                                                    | 6/24                                                      | 8/32                                                      | 8/32                                                      | 12/48                                                     | 6/24                                                 | 6/24                                                 | 8/32                                                 |
| Рабочий объём:                                | 1984 см³                                                                | 2995 см³                                                  | 4163 см³                                                  | 3993 см³                                                  | 6299 см³                                                  | 2967 см³                                             | 2967 см³                                             | 4134 см³                                             |
| Макс. мощностьпри об/мин:                     | 245 л.с.                                                                | 290 л. с./ 4850—6500                                      | 372 л. с./ 6800                                           | 520 л. с./ 6000                                           | 500 л. с./ 6200                                           | 204 л. с./ 3750—4500                                 | 250 л. с./ 4000—4500                                 | 350 л. с./ 4000                                      |
| Макс. крутящий момент при об/мин:             | 480 Н·м                                                                 | 420 Н·м/ 2500—4850                                        | 445 Н·м/ 3500                                             | 650 Н·м/ 1700—5500                                        | 625 Н·м/ 4750                                             | 400 Н·м/ 1250—3500                                   | 550 Н·м/ 1500—3000                                   | 800 Н·м/ 1750—2750                                   |
| Тип привода, стандартно:                      | Передний привод                                                         | Полный привод quattro                                     | Полный привод quattro                                     | Полный привод quattro                                     | Полный привод quattro                                     | Передний привод                                      | Полный привод quattro                                | Полный привод quattro                                |
| Коробка передач, стандартно:                  | 8-ступенчатая автоматическая                                            | 8-ступенчатая автоматическая                              | 8-ступенчатая автоматическая                              | 8-ступенчатая автоматическая                              | 8-ступенчатая автоматическая                              | 8-ступенчатая автоматическая                         | 8-ступенчатая автоматическая                         | 8-ступенчатая автоматическая                         |
| Снаряжённая масса автомобиля:                 |                                                                         | 1905—1955 кг                                              | 1910—1960 кг                                              | 2050 кг                                                   | 2130 кг                                                   | 1870 кг                                              | 1915—1965 кг                                         | 2070—2120 кг                                         |
| Максимальная грузоподъёмность:                |                                                                         | 575—615 кг                                                | 575—615 кг                                                | 600 кг                                                    | 525 кг                                                    | 635 кг                                               | 575—615 кг                                           | 550—590 кг                                           |
| Разгон 0-100 км/ч:                            | 7,7 с                                                                   | 6,1–6,2 с                                                 | 5,7–5,8 с                                                 | 4,2 с                                                     | 4,7 с                                                     | 7,9 с                                                | 6,1—6,2 с                                            | 5,5—5,6 с                                            |
| Максимальная скорость:                        | 235 км/ч                                                                | 250 км/ч (регулируется)                                   | 250 км/ч (регулируется)                                   | 250 км/ч (регулируется)                                   | 250 км/ч (регулируется)                                   | 239 км/ч                                             | 250 км/ч (регулируется)                              | 250 км/ч (регулируется)                              |
| Расход топлива на 100 км (в смешанном цикле): | 6,4 л неэтилированного бензина                                          | 8,8–9,3 л неэтилированного бензина                        | 9,5–9,7 л неэтилированного бензина                        | 10,2 л топлива Super Plus                                 | 11,9–12,4 л неэтилированного бензина                      | 6,0 л дизельного топлива                             | 6,4–6,6 л дизельного топлива                         | 7,4–7,8 л дизельного топлива                         |
| Выброс CO2 в смешанном цикле:                 | 148 г/км                                                                | 204—217 г/км                                              | 219—224 г/км                                              | 237 г/км                                                  | 277—290 г/км                                              | 158 г/км                                             | 169—176 г/км                                         | 195—204 г/км                                         |
| Норма токсичности по классификации ЕС:        | Евро 5                                                                  | Евро 5                                                    | Евро 5                                                    | Евро 5                                                    | Евро 5                                                    | Евро 5                                               | Евро 5                                               | Евро 5                                               |

## Галерея

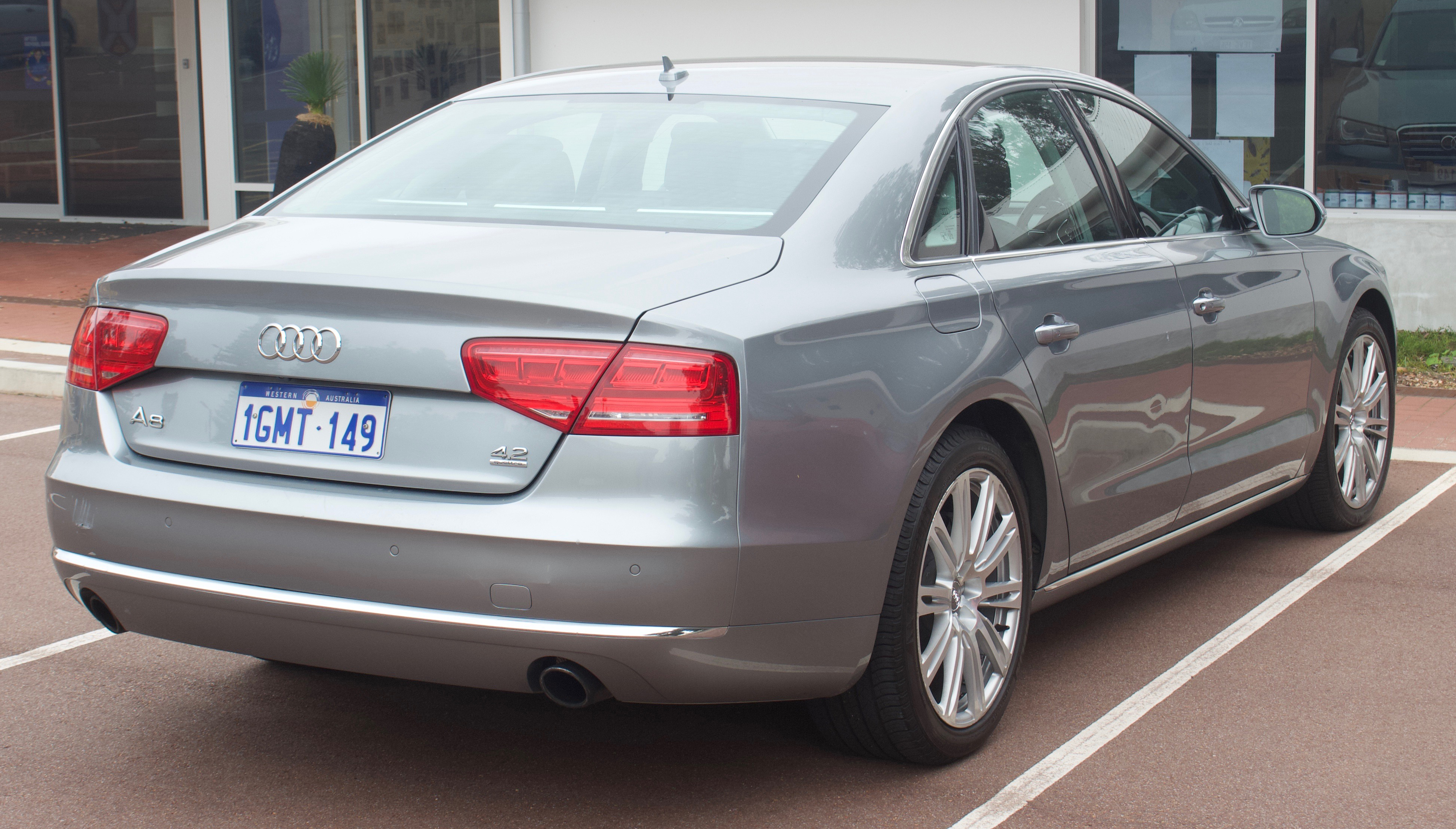
Audi A8 (4H)
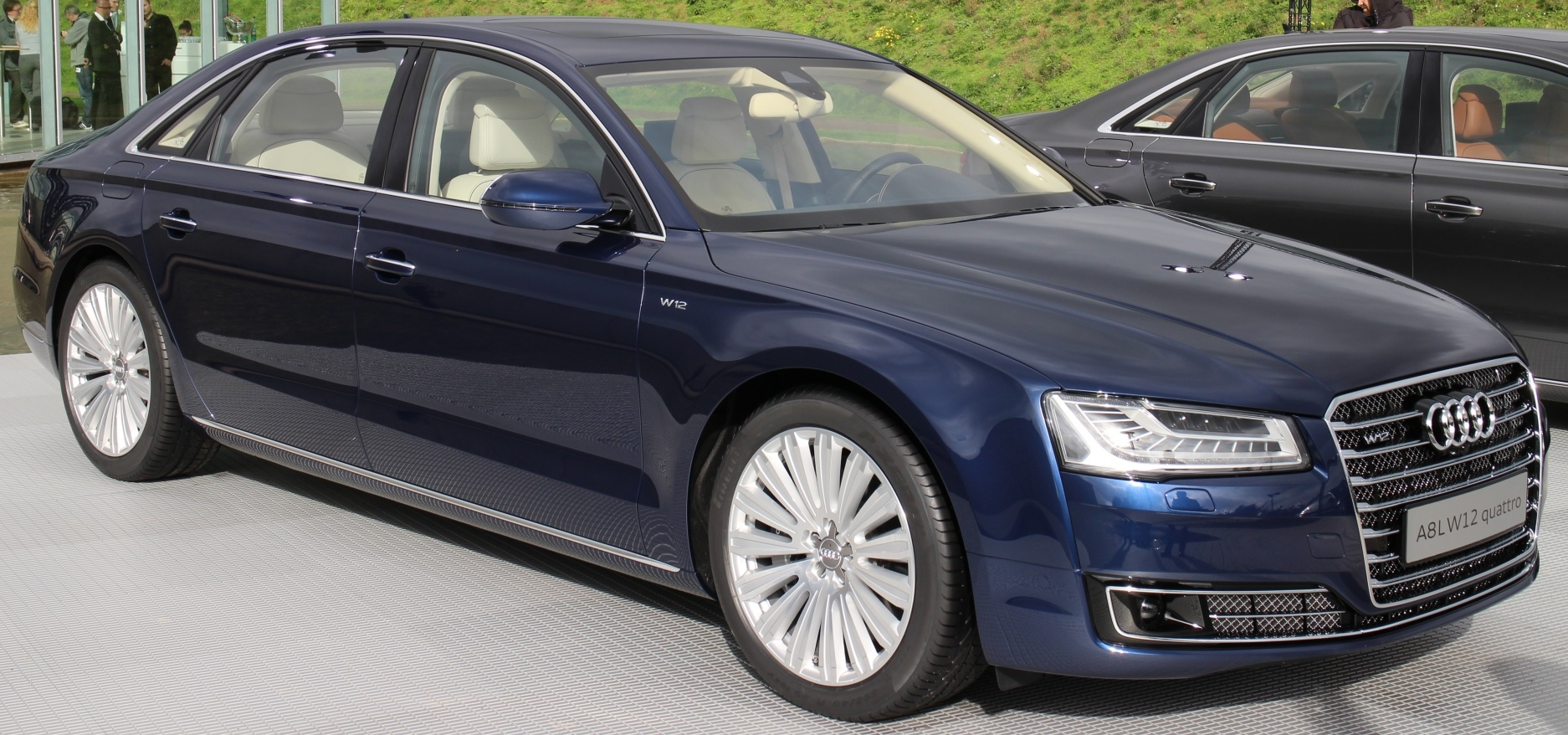
Audi A8L
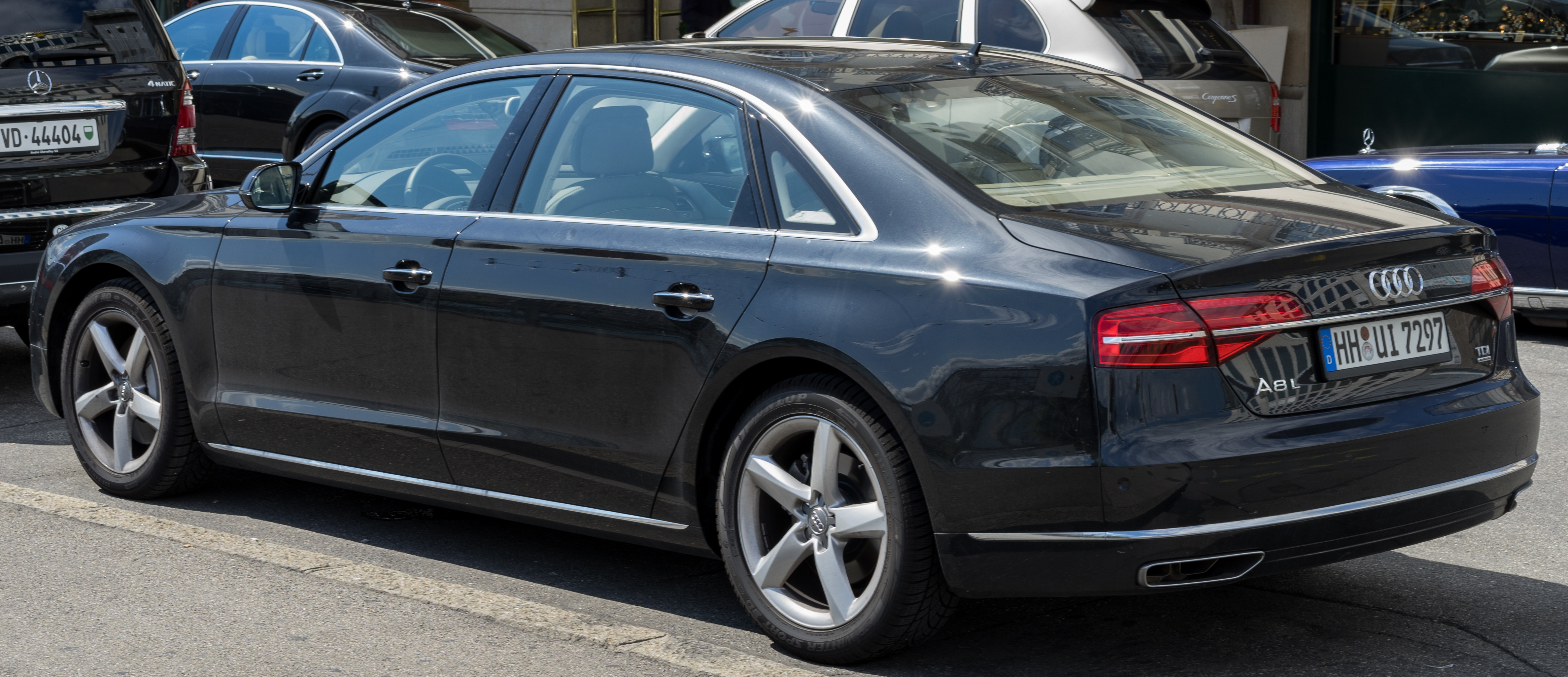
Audi A8L
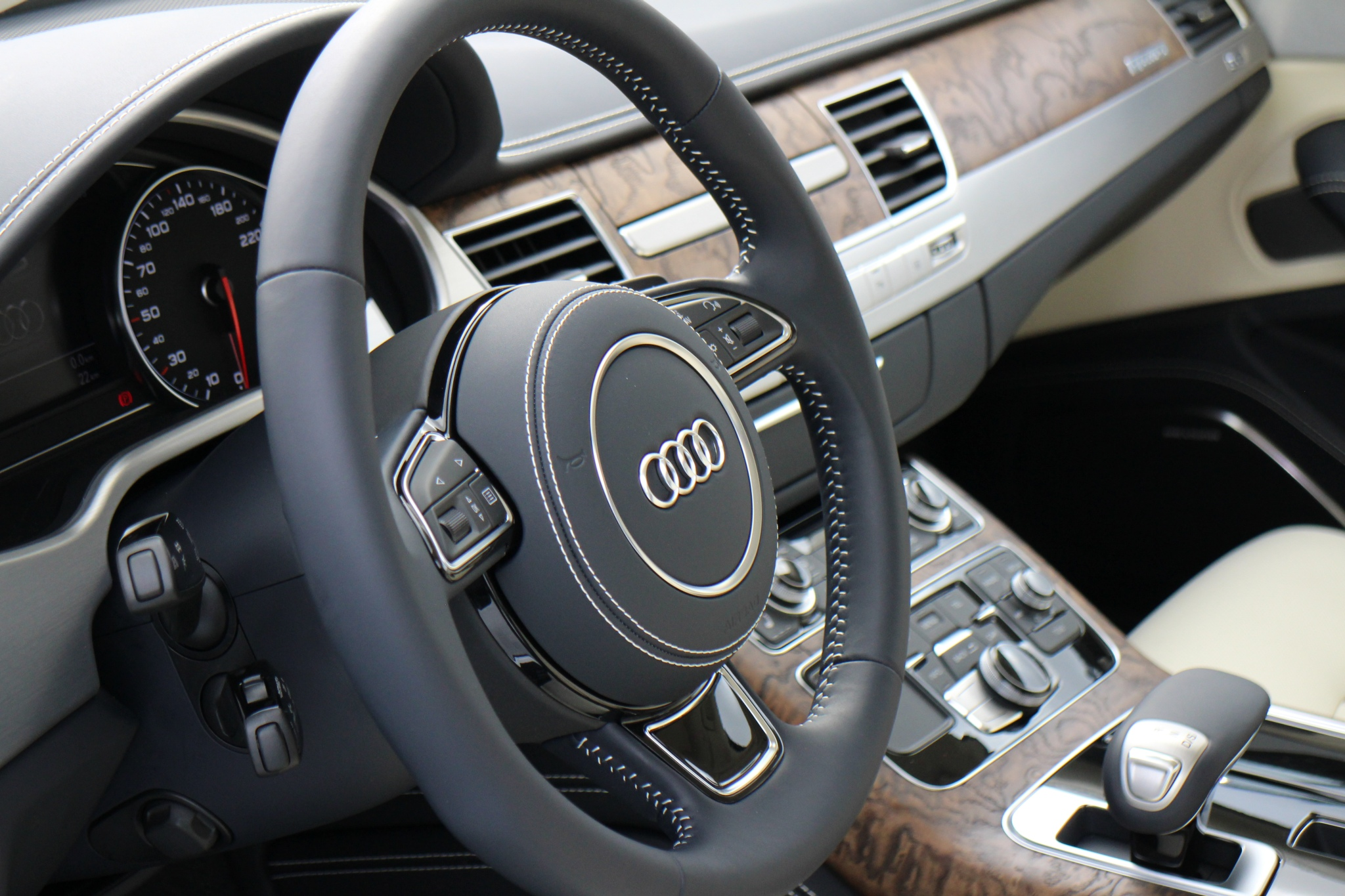
Место водителя
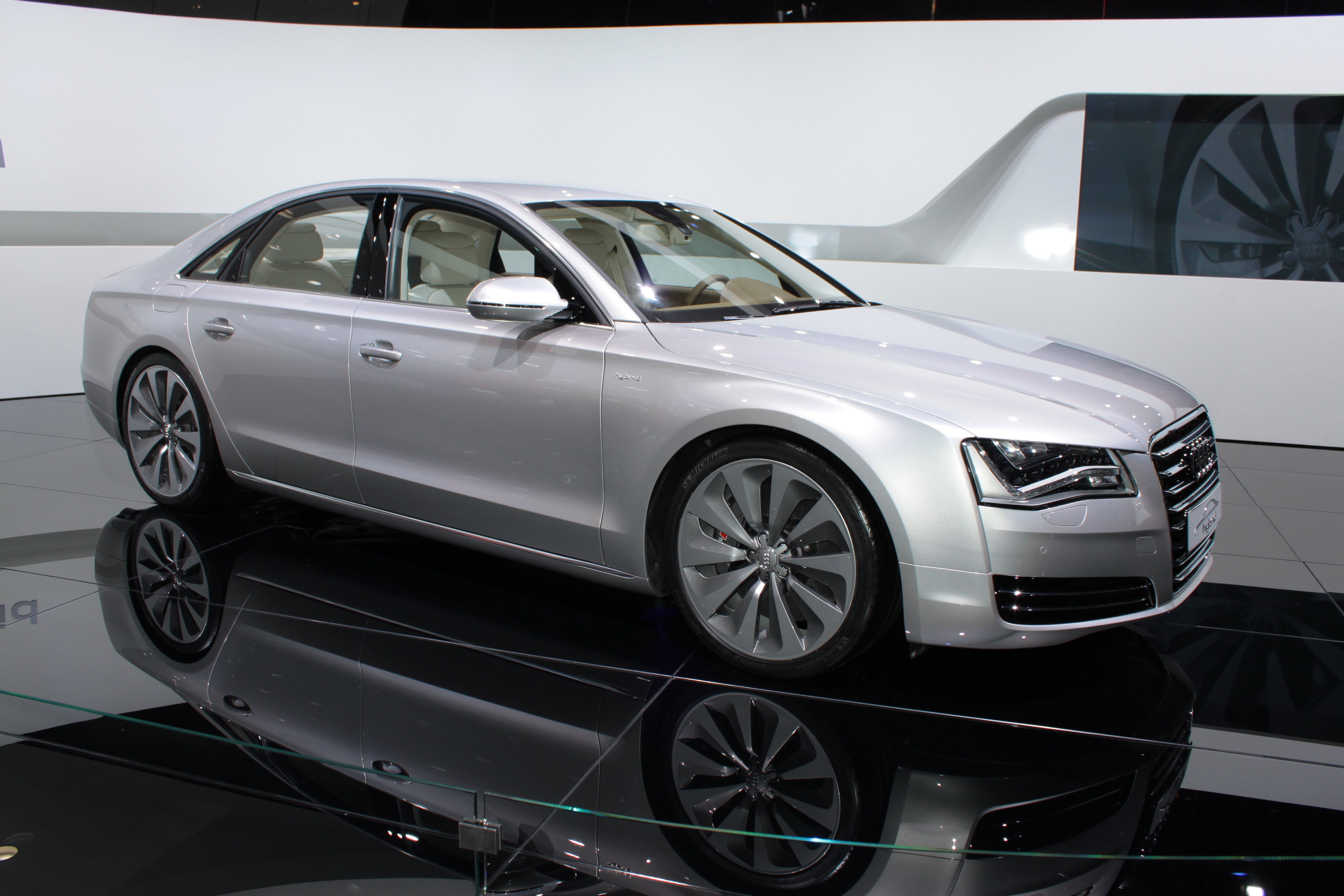
Гибридный автомобиль